# Coruja-dos-andes
Coruja-dos-andes (nome científico: Strix albitarsis) é uma espécie de ave estrigiforme pertencente à família dos estrigídeos.